# Livio Isotti
Livio Isotti (29 de junho de 1927 — 19 de setembro de 1999) foi um ciclista italiano que participava em competições de ciclismo de estrada. Ele venceu uma etapa do Tour de France 1953.
Sendo um dos representantes da Itália nos Jogos Olímpicos de 1948 em Londres, ele competiu na estrada individual e por equipes, que nesta última prova, ele obteve o melhor desempenho ao terminar na quarta posição. Profissionalizando-se em 1950, Isotti competiu até o ano de 1955.

## Palmarès
1950
Giro della Romagna
1953
Tour de France:
Vencedor da etapa 7